# Джони Гаргано
Джон Антъни Никълъс „Джони“ Гаргано (роден на 14 август 1987) е американски професионален кечист.
Работис WWE и участва в развиващата им се марка NXT, където е бивш Отборен шампион на NXT. Преди това е работил за някои компании в Американския независим кръг, включително Chikara, Dragon Gate USA, Evolve и Pro Wrestling Guerrilla (PWG). Той също се е появявал в Ring of Honor (ROH) и Total Nonstop Action Wrestling (TNA). Гаргано е двукратен шампион на Освободената порта на свободата. За пръв като шампион е носител на титлата за рекордните 873 дни.

## Ранен живот
Гаргано е родена на 14 август 1987 г. в Кливланд. Влиза в кеч ринг за пръв път на 8 години, когато председателят на Cleveland All–Pro Wrestling Джей Ти Светлия, който правеше шоута зад кетъринг бизнеса на бащата на Джон. Докато е учил в Гимназията Сейнт Едуард, Гаргано реши да влезе в кеч школата на CAPW за да стане кечист. На 16, Гаргано започна да тренира в Cleveland All Pro Training Center с Джей Ти Светлия и Джош Забраната. Гаргано описва Шон Майкълс, Крис Джерико и Джони Сейнт като неговите вдъхновители.

## Професионална кеч кариера

### Ранна кариера и изпробвания
Гаргано дебютира в професионалния кеч в Cleveland All–Pro Wrestling през 2005. Гаргано нарича своя стил в кеча „Лачаресу“, микс от британски кеч, луча либре, пуроресу и описва своя герой като „някой, на когото му липсва само-осъзнаването и живеят в собствения си заблуден малък свят“. На 8 октомври 2006, Гаргано победи Джош Забраната, Ем Дог 20 и Зак Гоуен в четворен мач и спечели първата си титла, Титлата в полутежка категория на CAPW. Той продължи да се появява в компанията до 5 август 2007, партнирайки със Забраната в неговия последен мач, където те победиха Алекс Шели и Крис Сейбин. На 24 юни 2009, Гаргано се би в тъмен мач в телевизионните записи за Impact! на Total Nonstop Action Wrestling, губейки от Джей Литал. На следващия ден се би в друг тъмен мач, губейки от Ерик Йънг. Гаргано също се би в тъмен мач за Ring of Honor, побеждавайки Сами Калихан на 5 август 2008. След изпробването му в ROH беше открито, че Гаргано има тънка фрактура в гърба му, причинени тъй като левия му крак е по-къс от десния му, което доведе личния му лекар да го посъветва да преосмисли своята избор за кариера. Гаргано обаче се върна на ринга шест месеца по-късно.

### Absolute Intense Wrestling (2006 – 2016)
Гаргано дебютира в Кливландската Absolute Intense Wrestling (AIW) на 26 февруари 2006, губейки от Кано. Той грабна първата си победа в компанията два месеца по-късно на 30 април побеждавайки бъдещия участник в WWE Тайрон Еванс. На 24 февруари 2008, Гаргано победи треньора си Джон Забраната и стана главен претендент за Интензивната дивизионна титла на AIW. След първия мач за титлата, носена от Тайлър Блек, приключи до 15-минутно равенство в лимита на времето 21 март, двамата бяха участвали в 30-минутен мач Железния човек на 25 май, където Гаргано победи Блек печелейки Интензивната дивизионна титла за пръв път. Гаргано я носи за 187 дни, преди да беше освободена от него след контузия на 28 ноември 2008. На 28 февруари 2009, Гаргано победи Джими ДеМарко, който спечели свободната Интензивната дивизионна титла в турнир, връщайки си титлата обратно. Той я загуби от Джош Забраната на 15 май 2009.
На 9 август 2010, Гаргано партнира с Аероформ (Флип Кендрик и Луис Лайндън) сформирайки Отбор Орео в турнира Всеки Трети, турнир между 16 отбора с по трима. След като победиха Психо Секси Паника (Корвис Страхът, Майкъл Фасадата и Шиима Ксион) в първия ден от турнира, Гаргано и Аероформ стигнаха до втория ден, където победиха Отбора отвъд кеча (Чейс Бърнет, Дави Вега и Зейн Силвър), Да Соул Тъчас (Ейсид Джаз, Марш Рокет и Уили Ричардсън) и накрая Йънг Стъдс (Боби Бевърли, Ерик Райън и Ти Джей Динамит), печелейки турнира. След победата им, Гаргано и Аероформ получиха правото да представят AIW в турнира на Chikara Краля на Триотата. На 27 юни Гаргано победи Фасадата, Ценния Джеймс Кийнан и Томи Мърсър в четворен мач печелейки главната индивидуална титла на AIW, свободната Абсолютна титла на AIW, за пръв път. По-късно същата вечер Гаргано запази титлата след като се би с Брайън Даниълсън до 30-минутно равенство в лимита на времето. Той загуби титлата от Шиима Ксион на 26 юни 2011. На 3 март 2012, Гаргано спечели Поредица за злато между 30 души, последно елиминирайки Тим Донст, получавайки шанс срещу Ксион за Абсолютната титла на AIW.

### World Wrestling Entertainment/WWE (2007, 2010 – 2011)
На 27 март 2007, Гаргано се появи като „Шампиона на Лихтенщайн“, Седрик Вон Хаусен, в епизод на телевизионното шоу на World Wrestling Entertainment Разбиване, губейки от Монтел Вонтейвиъс Портър. Той се появи в WWE на 25 май 2010, на NXT, играейки охранител. Гаргано се би в друг изпробващ мач за WWE, този път под името Джоуи Грей, на 20 септември 2011, за записи на Суперзвезди, губейки от Бродус Клей.

### Pro Wrestling Ohio/Prime Wrestling (2007 – 2013)
Гаргано се появи в първия епизод на Pro Wrestling Ohio on Sports път Ohio на 20 ноември 2007. Той загуби дебюта си, каквото много наричат изненада, от Грегъри Айрън, кечист с увреждане известно като церебрална парализа. Гаргано участва в отбор с треньора си Джош Забраната, побеждавайки няколко отбора в първата година на PWO, включително Мач Крос и Джон Макчисни, Марион Фонтен и Джош Аберскромби, Близнаците Олсен (Джими Олсен и Колин Дилани), както и други. По това време, Айрън беше предизвикван няколко пъти от Гаргано, твърдейки че ще го победи в друг мач. Междувременно, Гаргано продължаваше да отрича първата победата от Айрън, и продължаваше да се подиграва на увреждането му, историята му със сътресения и грубо възпитание. През февруари 2008 на записи за PWO TV, Гаргано брутално атакува Айрън, развявайки го, удряйки го със стол и в барикадите около ринга. Атаката на Гаргано отстрани Айрън за три месеца, докато не се завърна, предизвиквайки Гаргано в Мач Последният оцелял, в първото събитие Кечолюция. На август 2008, Гаргао победи Айрън, пред над 1000 фена в Кливланд, Охайо прекратявайки тяхната вражда.
Гаргано претърпя тънка фрактура на един от неговите прешлени по време на мача Последния оцелял и не се върна за участие до март 2009, когато той се би срещу Майк Толар и Джейсън Бейн в троен мач, определяйки главен претендент за Титлата в тежка категория на PWO, в който той спечели. Гаргано неуспешно предизвика Мат Крос за Титлата в тежка категория на PWO на 18 април 2009. След загубата на Гаргано, Джош Забраната капитализира изтощения Крос, и го победи за титлата. Заради начините на мамене на Забраната, близо тригодишното приятелство между Гаргано и Забраната приключи. На 9 август 2009, на Кечолюция 2: Началото на ера Гаргано победи Забраната в последния му мач, за Титлата на PWO. В сезона през 2009/10 на PWO TV, Гаргано защитаваше титлата срещу всеки претендент, и изглеждаше че е променя своите начини. Gargano defended his title against all challengers, and had seemingly changed his ways. Въпреки това, се случиха поредица от атаки, за които се смяташе, че Гаргано е виновникът. Беше разобличено през юни 2010, че истинския атакуващ е Мат Крос, който мисли че заслужава шанс за Титлата в тежка категория на PWO. На 1 август 2010, на Кечолюция 3: Решаващ миг, Гаргано победи Крос и запази Титлата в тежка категория на PWO. На 20 март 2011, Гаргано загуби Титлата в тежка категория на PWO от Марион Фонтен в торен мач, в който беше включен Джейсън Бейн, след като беше ударен с палка. След като Pro Wrestling Ohio смени името си на Prime Wrestling в началото на 2012, Гаргано си върна Титлата в тежка категория на PWO, сега позната като Титла в тежка категория на Prime, побеждавайки Джими Джейкъбс на 19 август 2012. Той загуби титлата от Кримсон на 16 февруари 2013. Гаргано си върна титлата от Кримсон на 20 октомври на Кечолюция 6.

### Chikara (2008, 2010 – 2013)
Гаргано дебютира в компанията във Филаделфия Chikara на 14 юни 2008, участвайки в шестия турнир за Купата на младите вълци, но е елиминиран в първия кръг срещу Марш Рокет. Гаргано се завърна в компанията след почти две години на 23 април 2010, участвайки в турнира Краля на Триотата за 2010, в отбор с Аероформ. Обаче, още веднъж Гаргано не успя да стигне до първия кръг, след като техния отбор загуби в мач от започващия кръг срещу Колонията (Огнената Мравка, Зелената Мравка и Сивата Мравка). На втората нощ от турнира Гаргано излезе по време на четвъртфиналния мач между Ю.М.Р.У.К.(Икар, Гран Акума и Чък Тейлър) и Отбор Осака Про (Ацуши Котоге, Дайсуке Харада и Тадасуке), носейки блуза на Ю.М.Р.У.К., гледайки как Икар, Акума и Тейлър биват елиминирани от турнира. След събитието Гаргано написа в своя профил във Facebook, че харесва Ю.М.Р.У.К., но си мисли че отбора има слабо звено, което накара членовете на формацията да се сочат взаимно. На 27 юни на Бледи белези и линии Гаргано победи Играча Уно в родния си град Кливланд, получавайки място в осмия турнир за Купата на младите вълци. На 26 юли на Чикарозавър Рекс: Краля на шоуто Ю.М.Р.У.К бяха победени в отборен мач между шестима от Чима, Масааки Мочизуки и Супер Шенглонг, където Чима тушира Акума. След мача Икар и Тейлър обърнаха гръб на Акума, гонейки го от Ю.М.Р.У.К. и Chikara, заменяйки го с Гаргано. На 27 август 2010, Гаргано влезе в неговия втори турнир за Купата на младите вълци, побеждавайки Анди Ридж в първия кръг. Обаче, в същата вечер е елиминиран от турнира, когато беше дисквалифициран в шесторния елиминационен полуфинален мач. На 29 август, в последната нощ от турнира, Гаргано победи 29 други, печелейки мач с последно обратно броене и получи „Златната възможност“. С Гаргано като член, новият Ю.М.Р.У.К. приключиха тяхната серия от загуби като победиха Да Соул Тъчас и 3.0 (Скот Паркър и Шейн Матюс), и Войнишката Мравка в отборни мачове между шестима на 18 и 9 септември. На 23 октомври Гаргано използва своята „Златна възможност“ за мач за Купата на младите вълци срещу Кошмар, но не успя да спечели купата. На 15 април 2011, Ю.М.Р.У.К. влязоха в Краля на Триотата за 2011, побеждавайки Отбор Австралия (Кейбъл, Пърси Ти и Тама Уилямс) в техния мач от първи кръг. На следващия ден Ю.М.Р.У.К. победиха Отбор Осака Про (Ацуши Котоге, Дайсуке Харада и Върховния паяк младши), стигайки до полуфиналите на турнира. На 17 януари Ю.МР.У.К. направиха изненадваща победа в полуфиналите като победиха Отбор Мичиноку Про (Дик Того, Великия Сасуке и Джинсей Шинзаки), когато Икар превъртя Сасуке и спечели, след като Тейлър го ослепи с пудра. По-късно същия ден Ю.М.Р.У.К. бяха победени във финалите на турнира от Колонията (Огнената Мравка, Зелената Мравка и Сивата Мравка).
През юни и юли, Гаргано и Тейлър получиха три точки и правото да предизвикват за Chikara Компеонатос де Пареяс в победи над отборите на Колония (Зелената и Сивата Мравка), Campeonatos de Parejas]] with victories over the teams of The Colony (Green Ant and Soldier Ant), Несъчетаемите (Кошмар и Хелоуикд) и Атлантис и Рей Буканеро. На 18 септември, Гаргано и Тейлър победиха Джигсоу и Майк Куакънбуш, печелейки Chikara Кампеонатос де Пареяс за пръв път. Гаргано и Тейлър защитиха титлите за пръв път на 7 октомври, побеждавайки Момо но Сейшън Таг (Ацуши Котоге и Дайсуке Харада) с помощта на Икар в третия мач между членове на Ю.М.Р.У.К. и Осака Про Кеч. На 7 октомври Икар замести Гаргано, който не можеше да стиге до събитието заради затруднения по пътя, в отбор с Тейлър и успешно защитиха Кампеонатос де Пареяс срещу Връщащите миналото (Дашър Хатфилд и Шугар Дънкертън), след което Гаргано и Тейлър защитиха титлите на 2 декември по време на специалния уикенд след сезона на Chikara, ДжошиМания, побеждавайки Колония. Докато Гаргано отсъстваше заради травма на гърба, Икар го заместваше и заедно с Чък Тейлър успешно защитиха Кампеонатос да Пареяс на 25 февруари 2012, срещу Спектралните пратеници (Хелоуикд и УлтраМантис Блек), преди да ги загубят от 3.0 на 24 март. След като получиха три точки в четворния елиминационен мач на 14 април, Гаргано и Тейлър победиха 3.0 в реванша на 2 април и си върнаха титлите, ставайки първите някога друкратни Кампеонес де Пареяс. На 2 юни на Чикарозавър Рекс: Как да си хванеш динозавър, Ю.М.Р.У.К. загубиха титлите от Йънг Бъкс (Мат и Ник Джонсън) втяхната първазащита на титлите.
На 2 август, Директора на забавата на Chikara, Уинк Вавасър, обяви Шугар Дънкертън, който искаше да се присъедини към групата, като четвъртия член на Ю.М.Р.У.К. Другите членове обаче, отказаха да приемат Дънкертън като пълноправен член, вместо това го определяха като тяхното „момче за всичко“. На 14 септември представителите на Ю.М.Р.У.К. Гаргано, Икар и Тейлър влязоха в турнира Края на Триотата за 2012, побеждавайки Отбор Окаса Про (Ебесан, Кикутаро и Такоякида) в мач от първия кръг. На следващия ден, Ю.М.Р.У.К. победиха женския отбор JWP (Команд Болшой, Каори Йонеяма и Цубаса Курагаки) стигайки до полуфиналите на турнира На третия и последен ден от турнира, Ю.М.Р.У.К. бяха елиминирани от полуфиналите от Спектърните пратеници (Кошмар, Хелоуикд и УлтраМантис Блек), които спечелиха целия турнир. В началото на 2013, членовете на Ю.М.Р.У.К. започнаха да проблеми между тях, преди Икар да обърне гръб на Гаргано на 3 май заради Шугар Дънкертън. След това, Гаргано обяви че напуска Ю.М.Р.У.К., след което и Chikara, премахвайки неговия профил от страницата за състава в официалния сайт на компанията.

### Dragon Gate USA и Evolve
Докато се биеше за компанията в Чикаго All American Wrestling (AAW), Гаргано стигна до Колт Кабана, който му предложи да се свърже със сценариста на Ring of Honor Гейб Саполски, който търсеше таланти за компаниите Dragon Gate USA и Evolve Wrestling, казвайки че Кабана го е пратил. Гаргано получи изпробващ мач за Dragon Gate USA на 25 юли 2009, на записването на pay-per-view турнира Освободете дракона, биейки се в осморен елиминационен тъмен мач, който беше спечелен от Линсе Дорадо. На 6 септември Гаргано се би в друг тъмен мач на записването на Недосегаеми, където той победи Арик Кенън, Флип Кендрик, Хелоуикд, Луис Лайдън, Принц Мустафа Али, Шиима Ксион и Великия Малаки в осморен елиминационен мач. На 28 ноември на Свободна битка, Гаргано направи своя pay-per-view дебют, влизайки в турнира за определяне на първия шампион на Освободената порта на свободата, но е елиминиран в първия кръг в шесторен мач с Хелоуикд, Линсе Дорадо, Мат и Ник Джаксън и победителя в мача Гран Акума. На 6 януари 2010, Гаргано участваше в първото шоу на Evolve Wrestling, побеждавайки Крис Дикинсън в индивидуален мач. Седем дни по-късно на четвъртия турнир на Dragon Gate USA, Без страх, Гаргано се би в друг тъмен мач, губейки от Кайл О'Райли в шесторен мач. През май 2010 беше обявено, че Гаргано е подписал договор с Dragon Gate USA. На 24 юли 2010, на Освободете дракона, Гаргано се би в първия си индивидуален мач за Dragon Gate USA, губейки от Чима, създател на Dragon Gate, бащата на Dragon Gate USA. На следващото събитие на 5 септември, Гаргано беше победен от Чък Тейлър в четворен мач, който включваше Дрейк Йънгър и Рич Суон. На следващия ден Гаргано се предложи на групата на Чима Международните войници, преди да победи Дрйк Йънгър в индивидуален мач. На 29 октомври на първия pay-per-view турнир на живо на Dragon Gate USA, Бушидо: Кода на война, Гаргано се би в четворен мач, който беше спечелен от Чък Тейлър и включваше Арик Кенън и Рикошет. След като Тейлър отказа предложението от Чима да се присъедини към Международните войници, Гаргано се предложи на Чима, но не прие. Гаргано провокира Чима след мача му, предлагайки се за Международни войници, преди да атакува него и съотборника му Рикошет, заедно с Чък Тейлър и Рич Суон. Тейлър обяви че тримата ссформират тяхна собствена група на име Ронин. На следващия ден на записването за Свободна битка, Ронин поедиха Остин Ейрис, Генки Хоригучи и Рикошет в отборен мач между шестима.
На 29 януари 2011, Гаргано и Тейлър влязоха в тридневен турнир за определяне на първите шампиони на Свободната Върховна порта. В техния първи мач в турнира, Гаргано и Тейлър победиха представителите на Кървавите войни Наруки Дой и Рикошет, след това победиха другите представители на Кървавите войни Чима и Дрокон Кид на следващия ден. На 30 януари Гаргано и Тейлър бяха победени във финала на турннира от представителите на World–1 Масато Йошино и ПАК. На 1 април на Освободете Южната порта, Гаргано получи реванш срещу Чима, докато Ронин сега вече играят като добрите срещу Кървавите войни на Чима, но беше победен от Чима както беше победен и в предишния индивидуален мач между двамата. На следващия ден на pay-per-view турнира Живака се покачва, Ронин бяха победени в главния отборен мач между шестима от отбора на Кървавите войни на Чима, Наруки Дой и Рикошет. На 3 април на Освободете Върховната порта, Остин Ейрис, който загуби мача, в който заложи своята кариера в Dragon Gate USA, се престори, че подава щафетата на бившите си съперници в от Ронин, но накрая им обърна гръб и се присъедини към Кървящите войни. След като само печелеше на Evolve срещу Рикошет, Кошмар, и Джими Джейкъбс, Гаргано победи Джон Дейвис на 19 април на първия интернет pay-per-view турнир на Evolve. По-късно същата вечер, той победи Чък Тейлър, ставайки новия лидер с победи на Evolve с резултат 6 – 2. На 3 юни на турнира Без страх на Dragon Gate USA, Гаргано се би срещу Ейрис и загуби, но се върна два дена по-късно на Освободете дракона, за да накра Чима и Ейрис да се предадат в отборен елиминационен мач между шестима, където се би заедно с Рич Суон и Масато Йошино, а Броди Лий беше третия член на Кървящите войни.
На 10 септември на Недосегаеми, Гаргано беше победен в индивидуален мач от член на Кървящите войни Акира Тозауа. На следващия ден на Начина на Ронин, Гаргано направи главна индивидуална победа над Наруки Дой, преди да обяви, че иска Титла на Освободената порта на свободата. На 13 ноември на Свободна битка, Гаргано победи Ямато и спечели Титлата на Освободената титла на свободата. На 14 януари 2012, Гаргано успешно запази титлата си срещу Рикошет в последния официален мач в Asylum Arena. След мача, Гаргано трябваше да бъде отнесен и закаран в болница заради травма на гърба. Беше освободен на следващия ден. Гаргано се върна на ринга на 3 март. На 30 март, Гаргано се върна в Dragon Gate USA, където той и Тейлър се биха с Масато Йоширо и Рикошет за свободните Титли на Освободената Обединена порта. След като Ронин загубиха мача, Тейлър обърна гръб на Гаргано и раздели групата. На следващия ден, Гаргано успешно защити Титлата на Освободената порта на свободата срещу Масато Йошино, но след това беше атакуван от Чък Тейлър. След обединяването на Dragon Gate USA и Evolve, Гаргано успешно защити Титлата на Освободената порта на свободата срещу Тейлър на 29 юни на Развитие 15. На 28 юли на Недосегаеми, Гаргано отново защити титлата си срещу Акира Тозауа. Преди събитието беше осведомено, че на Гаргано е бил предложен развиващ се договор с WWE, обаче след победата му, Гаргано обяви че е подписал двугодишно разширяване на договора с Dragon Gate USA/Evolve. На следващия ден на Посрещнете дракона, третата годишнина на Dragon Gate USA за това събитие, Гаргано победи Чък Тейлър в мач „Предавам се“ без заложба, печелейки враждата между двама бивши съотборници. Гаргано отново защити Титлата на Освободената порта на свободата на 8 септември, побеждавайки Джон Дейвис на Развитие 17. На 4 ноември на Свободна битка, въпреки пребиването от Джон Дейвис преди мача, Гаргано победи Акира Тозауа, Ей Ар фокс и Рикошет в четворен елиминационен мач, запазвайки Титлата на Освободената порта на свободата, което го прави шампион за една година.
На 8 декември на Развитие 18, Гаргано победи Сами Калихан в десетата си заложба на Титлата на Освободената порта на свободата. На 26 януари 2013, Гаргано победи Джон Дейвис, запазвайки Титлата на Освободената порта на свободата. На следващия ден, Гаргано победи Брайън Кендрик в дванайсетата си успешна защита на титлата. На 6 април на Освободете Върховната порта, Гаргано успешно защити Титлата на Освободената порта на свободата срещу Шинго, след като го удари под пояса и с верига, правейки го злодей. Серията от успешни защити на титлата на Гаргано продължи на 2 юни на Развитие 22, където той победи Самурай дел Соул чрез предаване, след като му махна маската. На 28 юли на Посрещнете дракон, четвъртата годишнина на шоуто на Dragon Gate USA, Гаргано успешно защити титлата два пъти срещу Акира Тозауа. Това се беше довело, след като Гаргано спечели първия мач след намеса от Джон Дейвис. На 22 септември на Развитие 24, Гаргано защити Титлата на Освободената порта на свободата за седемнайсети път срещу бившия съотборник от Ронин Рич Суон. Носейки Титлата на Освободената порта на свободата за две години, Гаргано защити Титлата на Освободената порта на свободата на 17 ноември срещу Крис Хироу, който направи своя дебют в Dragon Gate USA след освобождаването му от WWE. Успешните защити на титлата на Гаргано продължаваха през началото 2014, когато той победи Уха Нейшън, Трент Барета, и Родерик Стронг. На 27 март, беше уведомено, че Гаргано е подписал разширяване на договора му с Dragon Gate USA. На 4 април, Гаргано загуби Титлата на Освободената порта на свободата от Рикошет в мач, чакащ една година, ending his two and a half year reign. Враждата между Гаргано и Рич Суон продължи в мача „Краят на Еволцията“ на 10 август 2014, където Суон спечели. След мача, Гаргано спаси Суон от атаката от Антъни Нийс, Калеб Конли и Су Юнг.
На 16 ноември 2014, по време на турнето на роднинската компания на Dragon Gate USA, WWNLive в Китай, Гаргано победи Рикошет, печелейки Титлата на Освободената порта на свободата обратно, ставайки първия двукратен носител на титлата. На 9 януари 2015, Гаргано направи първата си успешна защита на титлата срещу Шейн Стрикланд. По-къснона същото събитие, Гаргано отново спаси Рич Суон, но този път от Братята Бравадо (Харлем и Ланселот) и Муус. Това доведе до мач на следващия ден, където Гаргано Суон и Чък Тейлър, събраните Ронин, победиха Братята Бравадо и Муус в мач, където губещия отбор трябва да се раздели. На 26 март, Гаргано успешно защити Титлата на Освободената порта на свободата срещу Ей Ар фокс, водейки до мач за двете титли с Световния шампион на Evolve Дрю Галоуей. Мача се проведе два дена по-късно, където Галоуей запази Световната титла на Evolve и спечели Титлата на Освободената порта на свободата. След мача, Итан Пейдж обърна гръб на Гаргано, започвайки вражда между двамата, със сюжет, който е че Гаргано е дал работата на Пейдж в Evolve, но Пейдж не се опитвал да направи себе си като разход на Гарганое. На 8 април, Гаргано и Рич Суон победиха Антъни Нийс и Калеб Конли, печелейки Титлите на Освободената Обединена порта. На 30 май, Ронин успешно защитиха титлите срещу Дрю Гулак и Трейси Уилямс. След мача, Гаргано обяви че пенсионират Титлите на Освободената Обединена порта, тъй като Dragon Gate е в миналото и изисква съсдаването на Отборните титли на Evolve. Приятелството на Гаргано със Суон приключи на 15 август, когато Суон обърна гръб на Гаргано и се съюзи с Итан Пейдж. Враждата между Гаргано и Пейдж кулминира на 17 октомври на Развитие 49, където Гаргано победи Пейдж в мач „Предавам се“, където кариерата му беше заложена. На 24 януари 2016, на Развитие 55, Гаргано и Дрю Галоуей побдиха Крис Хироу и Томи Енд във финалите на турнир ставайки Отборните шампиони на Evolve. Загубиха титлите от Дрю Гулак и Трейси Уилямс на 2 април. След мача, Галоуей обърна гръб на Гаргано.

### Dragon Gate (2011, 2012)
На 1 март 2011, Гаргано дебютира в Япония, когато групата на Dragon Gate USA Ронин започна тхното триседмично турне на Dragon Gate. В първия им мач от турнето, Гаргано, Чък Тейлър и Рич Суон победиха представителите на Кървящите войници Чима, Харуки Дой и Наоки Танисаки в отборен мач между шестима.
Гаргано се завърна в Dragon Gate през октомари 2012, сега съюзник с Международната група World-1. В първия му мач от турнето на 6 октомври, Гаргано беше съотборник на МАсато Йошино и Наруки Дой и победиха представителите на Каетекита-гън Дон Фуджи, Гама и Масааки Мочизуки в главния отборен мач между шестима. На следващия ден, Гаргано победи Рьо „Джими“ Сайто в осмата си успешна защита на Титлата на Освободената порта на свободата.

### Pro Wrestling Guerrilla (2013 – 2015)
На 22 март 2013, Гаргано дебютира в Южно-калифорнийската компания Pro Wrestling Guerrilla (PWG) по време на Ол Стар Уикенда 9 на компанията, партнирайки на Чък Тейлър в отборен мач без заложба, където бяха победени от Световните отборни шампиони на PWG, Йънг Бъкс. По време на следващия ден, Гаргано и Тейлър победиха Чудовищата от РокНЕС (Джони Гудтайм и Джони Юма) в друг отборен мач. Гаргано се завърна в PWG на 15 юни, когато той и Тейлър бяха победенив отборен мач от Доджо Брос (Еди Едуардс и Родерик Стронг). На 30 август, Гаргано участва в Битката в Лос Анджелис за 2013, побеждавайки Уили Мак в мача в първия кръг. На следващия ден, Гаргано победи Кевин Стийн във втория кръг, преди да бъде елиминиран от турнира от Майкъл Елджин На 20 октомври, Гаргано победи Родерик Стронг в индивидуален мач, и на края на събитието, предизвика Адам Коул за бъдещ мач за Световната титла на PWG. Гаргано получи своя мач по време на втория ден от Ол Стар Уикенда 10 на 21 декември, но беше победен от Коул. Гаргано не успя да получи друг мач за титлата на 31 януари 2014, когато беше победен от Дрейк Йънгър в четворен претендентски мач, който включваше Крис Хироу и Кайл О'Райли. През август, Гаргано стигна до финалите на Битката на Лос Анджелис за 2014, преди да загуби от Рикошет в троен мач, включващ също Родерик Стронг. На 11 декември 2015, Гаргано и Томасо Чампа не упяха да предизвикат Йънг Бъкс за Световните титли на PWG.

### WWE NXT (от 2015 г.)
През юни 2015, Гаргано участва в изпробващия лагер на WWE, и също се би на 18 юни на записването на NXT, губейки от Уа Нейшън. Въпреки че не е подписал с WWE, Гаргано продължава да се появява в NXT за следващите месеци. Най-значително той беше съотборник на Томасо Чампа, в турнира Дъдти Роудс Отборна класика, побеждавайки отбора на Бул Демпси и Тайлър Брийз в техния мач от първи кръг в епизода на 9 септември. Те бяха елиминирани от турнира от Барън Корбин и Райно в епизода на 16 септември. Гаргано продължи да работи с NXT в началото на 2016, губейки от Самоа Джо в главния мач в епизода на 20 януари. На 2 май в епизод на NXT, Гаргано спечели над Илайъс Самсън с бързо превъртане. На 2 април, беше потвърдено, че Гаргано е подписал с WWE по-рано същата седмица. Договорът с NXT на Гаргано е така наречен договор от „Втори ред“, който му позволява да работи в независими дати заедно с обикновеното участие в NXT. На 23 юни, Гаргано участва в турнира Полутежка класика, побеждавайки Томасо Чампа в първия кръг.

### Global Force Wrestling (2015)
На 28 юни 2015, беше обявено че Гаргано ще участва в събитието на 11 юли на Global Force Wrestling (GFW). На него, Гаргано победи Ерик Йънг.

## Личен живот
Гаргано е сгоден с професионалната кечистка Кандис ЛеРей от януари 2016.

## В кеча
- Финални ходове
  - Crosston Crab (Cross-legged Boston crab)[1]
  - Gargano Escape[8][149] / Garga-No-Escape[44] (Chickenwing over the shoulder crossface,[8] понякога с stepover toehold)[150]
  - Hurts Donut[3][8] / Uniquely You[6] (Full nelson вдигнат и тръшнат с reverse STO)[1][8]
  - Swinging reverse STO[5][6]
- Ключови ходове
  - Baby Ace Crusher (Running cutter на коленичещ опонент)[8]
  - Double knee backbreaker на опонент, еднал на горното въже[6]
  - Версии на ритник
    - Enzuigiri[6]
    - Springboard drop[6]
    - Super[6][8]

  - Running double knee strike на опонент в ъгъла[8]
  - Slingshot DDT[109][151][152][153]
  - Spear,[1][100] понякога докато прави slingshot[3][154]
  - You're Dead[8] / Lawn Dart[3][8] (Running throwing snake eyes)[100]
- Мениджъри
  - Джош Забраната[1]
  - Лекси Лейн[1]
  - Лари Далас[76]
  - Реби Скай[76]
- Прякори
  - „(Коленете на Пчелата, Пижамата на Котката и) Всичко като цяло“[8][155]
  - „Цялото сърце“[115]
  - „Джони Кеч“[141]
  - „Джон Бой“[156]
- Входни песни
  - Iteration на Wiggly of Trap Door[157] (Chikara)
  - Down на Curse Icon[158] (Prime Wrestling)
  - Don't Die Digging на The Graduate[6]

## Шампионски титли и отличия
- Absolute Intense Wrestling
  - Абсолютен шампион на AIW (1 път)[1]
  - Интензивната дивизионна титла на AIW (2 пъти)[17]
  - Поредица за злато (2012)[21]
  - Джак на Всеки Триота (2010) – с Флип Кендрик и Луис Лайдън[18]
- Championship Wrestling Experience
- Безспорен шампион на CWE (1 път)[159]
- Chikara
  - Кампеоне де Пареяс на Chikara (2 пъти) – с Чък Тейлър[46]
  - Последно обратно броене (2010)[37]
- Cleveland All–Pro Wrestling
  - Шампион в полутежка категория на CAPW (1 път)[1]
- Dragon Gate USA/ Evolve Wrestling
  - Отборен шампион на Evolve (1 път) – с Дрю Галоуей[120]
  - Шампион на Освободената порта на свободата (2 пъти)[81][110]
  - Шампион на Освободената Обединена порта (1 път) – с Рич Суон[116]
  - Купа СИТИК (2014)[110]
  - Турнир за Отборните титли на Evolve (2016) – с Дрю Галоуей[120]
- International Wrestling Cartel
  - Супер инди шампион на IWC (1 път)[160]
  - Отборен шампион на IWC (1 път) – с Майкъл Фасадата[161]
- Legacy Wrestling
  - Шампион на Legacy (1 път)[162]
- Pro Wrestling Illustrated
  - PWI го класира като #51 от топ 500 индивидуални кечисти в PWI 500 през 2013[163]
- Pro Wrestling Ohio / Prime Wrestling
  - Шампион на PWO / в тежка категория на Prime (3 пъти)[1][27]
- Smash Wrestling
  - Шампион на Smash Wrestling (1 път)[1]
- Wrestling Cares Association
  - Турнир Писта за ринга (2014)[164]
- WWE NXT
  - Отборен шампион на NXT (1 път) – с Томасо Чампа
  - NXT шампион (1 път)
  - Северноамерикански шампион на NXT (3 пъти)
- WWE
  - Отборен шампион на WWE (2 пъти) – с Томасо Чампа

## Източничи
1. 1 2 3 4 5 6 7 8 9 10 11 12 13 14 15 16 17 18 19 20 21 22 23  Online World of Wrestling profile //  Online World of Wrestling.    Архивиран от оригинала на 2012-08-27. Посетен на 26 юли 2010.
2. 1 2  Meltzer, Dave. Wed. update: Flair in Boston, ratings, Anniversary, White on HHH, DGUSA star on Smackdown, Orton //  Wrestling Observer Newsletter.   21 септември 2011.  Архивиран от оригинала на 24 септември 2011. Посетен на 22 септември 2011.
3. 1 2 3 4 5 6 7  Roster //  Pro Wrestling Guerrilla.   Посетен на 5 октомври 2013.
4. 1 2 3  Johnny Gargano //  WWE.   Посетен на 13 юни 2016.
5. 1 2 3 4 5 6  Evolve profile //  Evolve.    Архивиран от оригинала на 2009-12-13. Посетен на 26 юли 2010.
6. 1 2 3 4 5 6 7 8  Cagematch profile //  Cagematch.   Посетен на 26 юли 2010.
7. 1 2 3 4 5 6 7 8 9 10 11 12 13  Kamchen, Richard. DGUSA’s Johnny Gargano takes the road less travelled //  Slam! Sports.   Canadian Online Explorer, 18 юли 2010. Посетен на 26 юли 2010.
8. 1 2 3 4 5 6 7 8 9 10 11 12  Dragon Gate USA profile //  Dragon Gate USA.   Посетен на 26 юли 2010.
9. ↑  Martin, Adam. Spoilers: 6/24 TNA Impact tapings //  Wrestleview.   26 юни 2009. Посетен на 26 юли 2010.
10. ↑  Martin, Adam. Spoilers: 6/25 TNA Impact tapings //  Wrestleview.   26 юни 2009. Посетен на 26 юли 2010.
11. ↑  Martin, Adam. Ring of Honor: 8/15 - Cleveland, OH (McGuinness/El Generico and more) //  Wrestleview.   16 август 2008. Посетен на 26 юли 2010.
12. ↑  AIW A Night of Mystery //  Cagematch.   Посетен на 26 юли 2010.
13. ↑  AIW Set It Off //  Cagematch.   Посетен на 26 юли 2010.
14. ↑  AIW Gauntlet For The Gold 3 //  Cagematch.   Посетен на 26 юли 2010.
15. ↑  AIW Destroy Everything //  Cagematch.   Посетен на 26 юли 2010.
16. ↑  AIW Absolution 3 – Guerilla Warfare //  Cagematch.   Посетен на 26 юли 2010.
17. 1 2 3 4  AIW title histories //  Absolute Intense Wrestling.    Архивиран от оригинала на 2010-12-13. Посетен на 26 юли 2010.
18. 1 2 3  Ford, Kevin. 100 Percent Fordified: AIW Jack Of All Trios Tournament //  411Mania.   16 май 2010. Посетен на 26 юли 2010.
19. 1 2  AIW Absolution 5 //  Cagematch.   Посетен на 26 юли 2010.
20. ↑  2011 results //  Absolute Intense Wrestling.    Архивиран от оригинала на 2011-06-20. Посетен на 27 юни 2011.
21. 1 2 3  Lee, Joseph. Johnny Gargano Returns To The Ring //  411Mania.   3 март 2012. Посетен на 6 март 2012.
22. ↑  Martin, Adam. Smackdown Results – 3/23/07 - Cleveland, OH (Taker – Batista team) //  Wrestleview.   24 март 2007. Посетен на 26 юли 2010.
23. 1 2 3 4 5 6 7 8 9 10 11 12  Pro Wrestling Ohio results //  Pro Wrestling Ohio.    Архивиран от оригинала на 2010-09-26. Посетен на 10 август 2010.
24. ↑  PWO Wrestlelution 2: A Coming Of Age //  Cagematch.   Посетен на 10 август 2010.
25. ↑  PWO Wrestlelution 3: A Defining Moment" official results //  Pro Wrestling Ohio.    Архивиран от оригинала на 2010-07-31. Посетен на 10 август 2010.
26. ↑  PWO TV: Marion Fontaine wins PWO title; Gargano injured //  Pro Wrestling Ohio.    Архивиран от оригинала на 2010-07-31. Посетен на 25 април 2011.
27. 1 2 3 4  Title history: Prime Heavyweight Championship //  Prime Wrestling.   Посетен на 9 декември 2012.
28. ↑  Sidel, Nick. Show results – 10/20 Prime Wrestling in Parma, Ohio: Gargano becomes new Prime champion, Rhino, more //  Pro Wrestling Torch.   21 октомври 2013. Посетен на 21 октомври 2013.
29. ↑  Ford, Kevin. Chikara Review: Young Lions Cup VI, Night II //  411Mania.   9 април 2009. Посетен на 26 юли 2010.
30. ↑  Streleckis, Brian. Chikara King of Trios Night 1 Report //  Wrestling Observer Newsletter.   24 април 2010.  Архивиран от оригинала на 27 април 2010. Посетен на 26 юли 2010.
31. 1 2  Ford, Kevin. The Chikara Special 6.20.10: Needs More Vuvuzela //  411Mania.   20 юни 2010. Посетен на 26 юли 2010.
32. ↑  Blog #124 – Chuck Taylor //  Chikara.   25 юни 2010.  Архивиран от оригинала на 2011-10-01. Посетен на 26 юли 2010.
33. ↑  Blog #125 – Gran Akuma //  Chikara.   2 юли 2010.  Архивиран от оригинала на 2011-10-01. Посетен на 26 юли 2010.
34. ↑  Greer, Paul. 6/27 Chikara results in Cleveland: Bryan Danielson's second return match, Danielson mentions TNA //  411Mania.   28 юни 2010. Посетен на 26 юли 2010.
35. ↑  Lansdell, Chris. Chikarasaurus Rex Results //  411Mania.   25 юли 2010. Посетен на 26 юли 2010.
36. 1 2  Cambo, Rick. Chikara Young LionsCup day one DVD report //  Wrestling Observer Newsletter.   15 септември 2010.  Архивиран от оригинала на 17 септември 2010. Посетен на 16 септември 2010.
37. 1 2  Cambo, Rick. Chikara Young Lions day three report //  Wrestling Observer Newsletter.   19 септември 2010.  Архивиран от оригинала на 21 септември 2010. Посетен на 20 септември 2010.
38. ↑  Csonka, Larry. Chikara Eye to Eye Report 9.18.10 //  411Mania.   19 септември 2010. Посетен на 19 септември 2010.
39. ↑  Cambo, Rick. Latest Chikara DVD review including Manami Toyota appearign //  Wrestling Observer Newsletter.   9 октомври 2010.  Архивиран от оригинала на 12 октомври 2010. Посетен на 10 октомври 2010.
40. ↑  Carroll, John. Chikara Torneo Cibernetico show review //  Wrestling Observer Newsletter.   24 октомври 2010.  Архивиран от оригинала на 27 октомври 2010. Посетен на 24 октомври 2010.
41. ↑  Radican, Sean. Radican's Chikara KoT Night 1 DVD Review 4/15 - Team Michinoku Pro vs. Team 1-2-3 Kid, Quackenbush & Toyota & Jigsaw vs. SAT's //  Pro Wrestling Torch.   4 май 2011. Посетен на 14 май 2011.
42. ↑  Radican, Sean. Radican's Chikara DVD review series – King of Trios 2011 Night 2 4/16: F.I.S.T. vs. Osaka Pro, RDV tournament, Quackenbush & Toyota & Jigsaw vs. Michinoku Pro //  Pro Wrestling Torch.   13 май 2011. Посетен на 14 май 2011.
43. 1 2  Radican, Sean. Radican's Chikara DVD review series: "KOT 2011: Night 3 4/17 - Kid vs. Generico, Toyota vs. Eagles, KOT tournament Finals //  Pro Wrestling Torch.   5 юни 2011. Посетен на 5 юни 2011.
44. 1 2 3 4 5 6  Past results //  Chikara.    Архивиран от оригинала на 2013-10-17. Посетен на 1 август 2011.
45. ↑  Martin, Adam. Indy News #4: Chikara weekend results //  Wrestleview.   2 август 2011. Посетен на 2 август 2011.
46. 1 2 3 4 5 6  Chikara: Campeonatos de Parejas //  Chikara.    Архивиран от оригинала на 2013-04-25. Посетен на 18 септември 2011.
47. ↑  Radican, Sean. Radican's Chikara Chikarasaurus Rex iPPV review 6/2 - live coverage of event from Philaldephia //  Pro Wrestling Torch.   2 юни 2012. Посетен на 2 юни 2012.
48. ↑  Chikara Event Center (8.2.12) //  Chikara.   YouTube, 2 август 2012. Посетен на 21 септември 2012.
49. ↑  Hawke, TJ. Views from the Hawke's Nest: Chikara The Ring of Wax 2012 //  411Mania.   18 септември 2012. Посетен на 21 септември 2012.
50. ↑  Johnny Gargano blog //  Chikara.   27 декември 2012.  Архивиран от оригинала на 2013-10-30. Посетен на 28 декември 2012.
51. ↑  Namako, Jason. 9/14 Chikara King of Trios: Night 1 Results: Easton, PA //  Wrestleview.   15 септември 2012. Посетен на 15 септември 2012.
52. ↑  Namako, Jason. 9/15 Chikara King of Trios: Night 2 Results: Easton, PA //  Wrestleview.   15 септември 2012. Посетен на 16 септември 2012.
53. ↑  Namako, Jason. 9/16 Chikara King of Trios Night 3" Results: Easton, PA //  Wrestleview.   16 септември 2012. Посетен на 16 септември 2012.
54. ↑  Zimmerman, Zack. Show results – 4/6 Chikara at WrestleCon: Record crowd sees Jushin Liger & Quackenbush, Chikara Title match, Jannetty dances //  Pro Wrestling Torch.   6 април 2013. Посетен на 4 май 2013.
55. ↑  Gee Schoon Tong, Chris. Show results – 5/3 Chikara in N.C.: Kingston defends Chikara Title, Gargano, Mr. Touchdown, more Chikara stars //  Pro Wrestling Torch.   3 май 2013. Посетен на 4 май 2013.
56. ↑  Namako, Jason. 5/3 Chikara Results: Gibsonville, North Carolina (Kingston vs. Green Ant) //  Wrestleview.   5 май 2013. Посетен на 8 май 2013.
57. ↑  Radican, Sean. Radican's DGUSA Open The Historic Gate DVD review – Shingo-Doi, Young Bucks vs. Cima & Yokosuka, Chikara tag //  Pro Wrestling Torch.   27 ноември 2009. Посетен на 26 юли 2010.
58. ↑  Radican, Sean. Ongoing DGUSA Open The Untouchable Gate PPV Taping Results (Jacobs debuts) //  Pro Wrestling Torch.   17 декември 2009. Посетен на 26 юли 2010.
59. ↑  Bryant, Travis. 11/28 DGUSA Open The Freedom Gate results – Yamato vs. Richards, first champion crowned //  Pro Wrestling Torch.   29 ноември 2009. Посетен на 26 юли 2010.
60. ↑  1/16 Evolve in Rahway, N.J.: Debut show – Tommy Dreamer involved, Davey Richards vs. Kota Ibushi, Jimmy Jacobs vs. Ken Doane (Kenny Dykstra in WWE) //  Pro Wrestling Torch.   17 януари 2010. Посетен на 26 юли 2010.
61. ↑  Lansdell, Chris. (Spoilers) Dragon Gate USA PPV Taping Results //  411Mania.   24 януари 2010. Посетен на 26 юли 2010.
62. ↑  Radican, Sean. Radican's 9/10 DGUSA Enter the Dragon 2010 PPV review – Insane 4 Way, Chikara-Kamikaze USA 8 Man Tag, Hulk-Mochizuki //  Pro Wrestling Torch.   6 септември 2010. Посетен на 7 септември 2010.
63. ↑  Thomas, Jeremy. Dragon Gate USA PPV Taping Report //  411Mania.   26 септември 2010. Посетен на 26 септември 2010.
64. ↑  Fleeman Martinez, Luke. 9/26 DGUSA results in Milwaukee: Second detailed report on Bryan Danielson's final indep. match & post-match promo, Ricochet continues 2010 rise, traditional Dragon Gate six-man tag //  Pro Wrestling Torch.   26 септември 2010. Посетен на 27 септември 2010.
65. ↑  Caldwell, James. Dragon Gate USA Internet PPV results 10/29: Radican & Caldwell's live coverage of DGUSA Internet PPV debut //  Pro Wrestling Torch.   29 октомври 2010. Посетен на 29 октомври 2010.
66. ↑  Radican, Sean. Radican's DGUSA Open the Freedom Gate 2010 PPV review: Ronin vs. Warriors International, Yoshino vs. Yamato //  Pro Wrestling Torch.   3 януари 2011. Посетен на 3 януари 2011.
67. ↑  Eaton, Jimmy. Eaton's DGUSA United: New York 1/28 - Hulk vs. Yamato, round robin tag team tournament //  Pro Wrestling Torch.   28 януари 2011. Посетен на 30 януари 2011.
68. ↑  Eaton, Jimmy. Eaton's DGUSA internet PPV report 1/29: Alt. perspective report on United: Philly – Yoshino & PAC vs. Doi & Ricochet stellar main event //  Pro Wrestling Torch.   29 януари 2011. Посетен на 30 януари 2011.
69. ↑  Thomas, Jeremy. Dragon Gate USA's United Finale Taping Results (spoilers) //  411Mania.   30 януари 2011. Посетен на 30 януари 2011.
70. ↑  McNeill, Charles. 4/1 DGUSA in Burlington, N.C.: Live report on Cima vs. Gargano standout match, PAC & Ricochet vs. Taylor & Tozawa, Helms, Fairplay, Rave //  Pro Wrestling Torch.   4 април 2011. Посетен на 2 април 2011.
71. ↑  Radican, Sean. DGUSA Internet PPV report 4/2: Radican's ongoing real-път coverage of Dragon Gate USA PPV from Atlanta //  Pro Wrestling Torch.   2 април 2011. Посетен на 2 април 2011.
72. ↑  Tylwalk, Nick. Austin Aries pulls a swerve at Dragon Gate USA's Open the Ultimate Gate 2011 //  Slam! Sports.   Canadian Online Explorer, 5 април 2011. Посетен на 9 юни 2011.
73. ↑  Radican, Sean. Radican's Evolve DVD review series: Evolve 3: Rise or Fall 5/1 - Castagnoli vs. Taylor, Fish vs. Hero //  Pro Wrestling Torch.   15 ноември 2010. Посетен на 16 ноември 2010.
74. ↑  Evolve 5 Results – Spoilers //  Evolve.   13 септември 2010.  Архивиран от оригинала на 2011-07-17. Посетен на 16 септември 2010.
75. ↑  Meltzer, Dave. Sun. update: Survivor Series preview; New PPV main; Is Hogan married: UFC cut; Rock promo last night //  Wrestling Observer Newsletter.   21 ноември 2010.  Архивиран от оригинала на 16 февруари 2011. Посетен на 21 ноември 2010.
76. 1 2 3 4  Radican, Sean. Radican's 4/19 Evolve 7 iPPV review – Jacobs-Xion, Moxley-Aries, Taylor-Tozawa //  Pro Wrestling Torch.   23 април 2011. Посетен на 24 април 2011.
77. ↑  Radican, Sean. Radican's DGUSA Internet PPV report 6/3: Complete in-person live coverage of Dragon Gate USA event //  Pro Wrestling Torch.   3 юни 2011. Посетен на 9 юни 2011.
78. ↑  Devries, Eric. 6/5 DGUSA in New York City: Live perspective on Internet PPV event with technical issues – DGUSA Title match, six-man tag, Fray! //  Pro Wrestling Torch.   3 юни 2011. Посетен на 9 юни 2011.
79. ↑  Radican, Sean. Radican's DGUSA Internet PPV report 9/10: Ongoing coverage of DGUSA show from Chicago //  Pro Wrestling Torch.   10 септември 2011. Посетен на 10 септември 2011.
80. ↑  Radican, Sean. Radican's DGUSA Internet PPV report 9/11: Ongoing coverage of DGUSA show from Milwaukee //  Pro Wrestling Torch.   11 септември 2011. Посетен на 11 септември 2011.
81. 1 2  Radican, Sean. Radican's DGUSA Freedom Fight iPPV coverage 11/13 -Yamato vs. Gargano, PAC vs. Ricochet //  Pro Wrestling Torch.   13 ноември 2011. Посетен на 13 ноември 2011.
82. ↑  Magee, Bob. Evolve 1/14 ECW Arena results: the last wrestling show at the ECW Arena //  Wrestleview.   15 януари 2012. Посетен на 15 януари 2012.
83. ↑  Caldwell, James. DGUSA champ injured, leaves ECW Arena in ambulance //  Pro Wrestling Torch.   15 януари 2012. Посетен на 17 януари 2012.
84. ↑  Meltzer, Daveaccessdate=17 януари 2012. Sun. update: More from UFC 142, Gina Carano, Hall of Fame candidates, 2 injuries, Mania, Vince //  Wrestling Observer Newsletter.   15 януари 2012.  Архивиран от оригинала на 18 януари 2012.
85. ↑  Radican, Sean. Radican's DGUSA Open the Ultimate Gate 2012 iPPV Report 3/30 - Yoshino & Ricochet vs. Gargano & Taylor, PAC vs. Low Ki //  Pro Wrestling Torch.   30 март 2012. Посетен на 31 март 2012.
86. ↑  Radican, Sean. Radican's DGUSA Mercury Rising 2012 iPPV Report 3/31 - Gargano vs. Yoshino DGUSA Title match, return of traditional Six-Man Tag //  Pro Wrestling Torch.   31 март 2012. Посетен на 1 април 2012.
87. ↑  Radican, Sean. Radican's Evolve 15 iPPV review 6/29 - live coverage of event from St. Petersburg //  Pro Wrestling Torch.   29 юни 2012. Посетен на 30 юни 2012.
88. ↑  Radican, Sean. Radican's DGUSA Untouchable 2012 IPPV report 7/28: Live report on Gargano vs. Tozawa Open the Freedom Gate Title match //  Pro Wrestling Torch.   28 юли 2012. Посетен на 28 юли 2012.
89. ↑  Meltzer, Dave. Fri. update: Full weekend schedule, UFC on FOX, Will WWE sign DG star?, New UFC card and main event announced; What WWE star said if he wasn't wrestling he'd be in NFL, Biggest star in UFC history, UFC stars agree to extensive drug testing //  Wrestling Observer Newsletter.   27 юли 2012.  Архивиран от оригинала на 30 юли 2012. Посетен на 29 юли 2012.
90. ↑  Caldwell, James. Contract update on DGUSA champion //  Pro Wrestling Torch.   29 юли 2012. Посетен на 29 юли 2012.
91. ↑  Radican, Sean. Radican's DGUSA Enter the Dragon 2012 internet PPV report – Live coverage of DGUSA anniversary celebration from Chicago //  Pro Wrestling Torch.   29 юли 2012. Посетен на 29 юли 2012.
92. ↑  Radican, Sean. Radican's Evolve 17 iPPV report – Virtual път coverage from Voorhees, N.J. //  Pro Wrestling Torch.   8 септември 2012. Посетен на 8 септември 2012.
93. ↑  Radican, Sean. Radican's DGUSA Freedom Fight 2012 iPPV report: Virtual-път coverage of Gargano's near-five-star title defense //  Pro Wrestling Torch.   4 ноември 2012. Посетен на 5 ноември 2012.
94. ↑  Radican, Sean. Radican's Evolve 18 iPPV Results: Ongoing virtual-път coverage of DGUSA Title match, J-Mo announcement, more! //  Pro Wrestling Torch.   8 декември 2012. Посетен на 8 декември 2012.
95. ↑  Massingham, Matt. Show results – 1/26 DGUSA in Huntington Park, Calif.: Gargano defends DGUSA Title, Kendrick returns, more //  Pro Wrestling Torch.   27 януари 2013. Посетен на 27 януари 2013.
96. ↑  Namako, Jason. DG-USA iPPV Results from this past weekend in California //  Wrestleview.   28 януари 2013. Посетен на 29 януари 2013.
97. ↑  Radican, Sean. Radican's DGUSA Open the Ultimate Gate 2013 iPPV blog 4/6 - Gargano-Shingo, Fox & Cima vs. Young Bucks //  Pro Wrestling Torch.   6 април 2013. Посетен на 6 април 2013.
98. ↑  Trionfo, Richard. Evolve 22 coverage: Young Bucks versus Eita and Tomahawk T.T.; Johnny Gargano versus Samuray del Sol; AR Fox versus Lince Dorado; and more //  Pro Wrestling Insider.   2 юни 2013. Посетен на 2 юни 2013.
99. ↑  Show results – 6/2 Evolve 22 in Ybor City, Fla.: Gargano defends DGUSA Title vs. Del Sol, Tag Title main event, more //  Pro Wrestling Torch.   3 юни 2013. Посетен на 3 юни 2013.
100. 1 2 3  Radican, Sean. Radican's DGUSA Enter the Dragon 2013 iPPV Blog 7/28 - Complete live coverage of DGUSA in NYC, plus Top News from the show featuring three title matches //  Pro Wrestling Torch.   28 юли 2013. Посетен на 28 юли 2013.
101. ↑  Caldwell, James. Show results – Evolve 24 in Brooklyn, N.Y.: Gargano defends DGUSA Title, Evolve's End main event, Baretta wrestles twice, more //  Pro Wrestling Torch.   22 септември 2013. Посетен на 23 септември 2013.
102. ↑  Caldwell, James. DGUSA video: Gargano on two-year DGUSA Title reign, sends message to Chris Hero for weekend title defense //  Pro Wrestling Torch.   14 ноември 2013. Посетен на 17 ноември 2013.
103. ↑  Namako, Jason. 11/17 DG-USA Results: Brooklyn, New York (Chris Hero) //  Wrestleview.   17 ноември 2013. Посетен на 18 ноември 2013.
104. ↑  Gee Schoon Tong, Chris. Show results – 1/12 Evolve 27 in Jacksonville, Fla.: Gargano defends DGUSA Title, Young Bucks take out Bravados, two big title matches set for next set of shows, more //  Pro Wrestling Torch.   13 януари 2014. Посетен на 13 януари 2014.
105. ↑  Gee Schoon Tong, Chris. Radican's results – 2/22 DGUSA Revolt! in New York: Gargano defends DGUSA Title, Fox defends Evolve Title, former NFL player introduced, more //  Pro Wrestling Torch.   23 февруари 2014. Посетен на 23 февруари 2014.
106. ↑  Gee Schoon Tong, Chris. Show results – 2/23 DGUSA in New York: New Evolve champion, Gargano defends DGUSA Title, more //  Pro Wrestling Torch.   23 февруари 2014. Посетен на 24 февруари 2014.
107. 1 2  Johnson, Mike. Top DGUSA stars sign contract extensions and more news leading into WWNLive events in New Orleans //  Pro Wrestling Insider.   27 март 2014. Посетен на 28 март 2014.
108. ↑  Radican, Sean. iPPV results – 4/4 DGUSA in New Orleans, La.: Radican's Report on historic main event result, Hero vs. Tanaka, more //  Pro Wrestling Torch.   5 април 2014. Посетен на 5 април 2014.
109. 1 2  Radican, Sean. Radican's iPPV report – Evolve 33 in Jacksonville, Fla.: Gargano vs. Swann go to war, big-път Ricochet vs. Galloway/McIntyre match, Style Battle Finals, more //  Pro Wrestling Torch.   10 август 2014. Посетен на 11 август 2014.
110. 1 2 3  Johnson, Mike. WWNLive draws huge crowd to close China tour, complete 11/16 results //  Pro Wrestling Insider.   16 ноември 2014. Посетен на 16 ноември 2014.
111. ↑  Trionfo, Richard. Evolve 36 report: Strong versus Galloway; Gargano faces a swerve; Ronin returns tomorrow night; and more //  Pro Wrestling Insider.   9 януари 2015. Посетен на 11 януари 2015.
112. ↑  Trionfo, Richard. Evolve 37 report: Return of Ronin; Galloway versus Ricochet; Strong versus Thatcher; and more //  Pro Wrestling Insider.   10 януари 2015. Посетен на 11 януари 2015.
113. ↑  Tees, David. Full Evolve 39 iPPV coverage from San Jose, CA //  Pro Wrestling Insider.   26 март 2015. Посетен на 27 март 2015.
114. 1 2  Carapola, Stuart. Complete WWNLive Mercury Rising supershow 2015 coverage: the Evolve and DGUSA titles are unified, Hero and Thatcher tear down the house, the women of Shine and Shimmer continue the WrestleMania weekend tradition, and much more //  Pro Wrestling Insider.   28 март 2015. Посетен на 28 март 2015.
115. 1 2  Melok, Bobby. NXT’s next breakout stars?: Meet the 5 Evolve wrestlers you need to know //  WWE.   15 октомври 2015. Посетен на 17 октомври 2015.
116. 1 2  Show results – 4/18 WWNLive in Orlando, Fla.: Evolve 42 iPPV with new Tag Champs & TNA star in action, FIP determines new Hvt. champion, two losses for Roderick Strong //  Pro Wrestling Torch.   19 април 2015. Посетен на 19 април 2015.
117. ↑  Petrano, Kyle A. 5/30 Evolve 43 iPPV results: Drew Galloway vs. Biff Busick for the DGUSA Open The Freedom Gate Championship, titles retired, Davey Richards vs. Caleb Konley, Chris Hero vs. Trevor Lee //  Pro Wrestling Dot Net.   30 май 2015. Посетен на 31 май 2015.
118. ↑  Show results – Evolve 47 iPPV in Queens, N.Y.: Thatcher vs. Zack Sabre, Jr. for Evolve Title, big turn, more //  Pro Wrestling Torch.   16 август 2015. Посетен на 16 август 2015.
119. ↑  10/17 Evolve 49 Results – Zayn, Gargano, more //  Pro Wrestling Torch.   17 октомври 2015. Посетен на 18 октомври 2015.
120. 1 2 3  Trionfo, Richard. Complete Evolve 55 iPPV report: first Evolve tag champions crowned, Style Battle concludes, who is the next challenger for Timothy Thatcher? //  Pro Wrestling Insider.   24 януари 2016. Посетен на 24 януари 2016.
121. ↑  Caldwell, James. 4/2 Evolve 59 iPPV Results – Ricochet vs. Ospreay main event, big title change & angle, USA vs. Europe, Kota Ibushi, more leading into WWN Supershow //  Pro Wrestling Torch.   2 април 2016. Посетен на 2 април 2016.
122. ↑  Boutwell, Josh. Viva La Raza! Lucha Weekly //  Wrestleview.   4 март 2011. Посетен на 5 март 2011.
123. ↑  対戦カード情報 //  Dragon Gate.   Gaora.  Архивиран от оригинала на 12 октомври 2012. Посетен на 12 октомври 2012. (на японски)
124. ↑  鳥取・鳥取産業体育館 //  Dragon Gate.   Gaora. Посетен на 12 октомври 2012. (на японски)
125. ↑  福岡・博多スターレーン //  Dragon Gate.   Gaora. Посетен на 14 октомври 2012. (на японски)
126. ↑  Massingham, Matt. Show Results – 3/22 PWG All-Star Weekend Night 1: Guerrilla Warfare main event, Trent Baretta debuts, Gargano, London vs. Steen, Future Shock, more stars //  Pro Wrestling Torch.   23 март 2013. Посетен на 24 март 2013.
127. ↑  Massingham, Matt. Show results – 3/23 PWG All-Star Weekend Night 2: PWG Title & Tag Titles defended, Generico referenced, Lethal, Barreta, London, Gargano, more stars //  Pro Wrestling Torch.   24 март 2013. Посетен на 24 март 2013.
128. ↑  Massingham, Matt. Show Results – 6/15 PWG in Reseda, Calif.: Complete live results from Sami Callihan's farewell in 60-minute Iron Man match, Steen, Richards, Young Bucks, Joey Ryan, more //  Pro Wrestling Torch.   16 юни 2013. Посетен на 16 юни 2013.
129. ↑  Gee Schoon Tong, Chris. Show results – 8/30 PWG BOLA Night 1: Winners of eight First Round matches, plus big six-man tag main event //  Pro Wrestling Torch.   31 август 2013. Посетен на 31 август 2013.
130. ↑  Gee Schoon Tong, Chris. Show results – 8/31 PWG BOLA Night 2: WWE wrestler/scout attends, who won the Battle of Los Angeles tourney? //  Pro Wrestling Torch.   1 септември 2013. Посетен на 1 септември 2013.
131. ↑  Massingham, Matt. Show results – 10/19 PWG in Reseda, Calif.: Cole defends PWG Title, next challenger set, Steen, Bucks, more //  Pro Wrestling Torch.   20 октомври 2013. Посетен на 20 октомври 2013.
132. ↑  Gee Schoon Tong, Chris. Show results – 12/20 & 12/21 PWG All-Star Weekend: Cole defends PWG Title twice, American Wolves's farewell, Chris Hero, Young Bucks & Steen, more //  Pro Wrestling Torch.   22 декември 2013. Посетен на 22 декември 2013.
133. ↑  Gee Schoon Tong, Chris. Show results – 1/31 PWG DDT4 tournament: One-night tournament features Cole, Steen, Elgin, Trent, more, plus Chris Hero in #1 contender match (w/Roe's in-person tweets) //  Pro Wrestling Torch.   1 февруари 2014. Посетен на 2 юни 2014.
134. ↑  Show results – 8/31 PWG Battle of Los Angeles Night 3: The Finals of huge tournament with Styles, former WWE stars, PWG champ, ROH champ, mega-tag match, Willie Mack says good-bye //  Pro Wrestling Torch.   31 август 2014. Посетен на 1 септември 2014.
135. ↑  12/11 PWG ASW Night 1 – PWG Title & PWG Tag Title matches, Sami Callihan returns //  Pro Wrestling Torch.   12 декември 2015. Посетен на 12 декември 2015.
136. ↑  Johnson, Mike. Additional names at WWE Performance Center tryout this week //  Pro Wrestling Insider.   5 юни 2015. Посетен на 18 юни 2015.
137. ↑  Meltzer, Dave. Thurs. update: Rhodes funeral, Surprise star at NXT, Bellator Announcement, Jericho vs. Balor //  Wrestling Observer Newsletter.   18 юни 2015.  Архивиран от оригинала на 19 юни 2015. Посетен на 18 юни 2015.
138. ↑  Caldwell, James. WWE news: Ciampa & Gargano talk NXT debut; update on contract status //  Pro Wrestling Torch.   3 септември 2015. Посетен на 4 септември 2015.
139. ↑  Howell, Nolan. NXT: Round one of the Dusty Tag Classic in the books //  Slam! Sports.   Canadian Online Explorer, 10 септември 2015. Посетен на 16 септември 2015.
140. ↑  Howell, Nolan. NXT: Bayley and Banks iron out rematch //  Slam! Sports.   Canadian Online Explorer, 16 септември 2015. Посетен на 17 септември 2015.
141. 1 2  Melok, Bobby. WWE NXT results: Jan. 20, 2016 – Sami Zayn, Samoa Joe and Baron Corbin warm up for No. 1 Contender's battle, Bayley & Carmella join forces //  WWE.   20 януари 2016. Посетен на 22 януари 2016.
142. ↑  James, Justin. 3/23 WWE NXT Results – James’s Report on Asuka vs. Emma, NXT Champ in action, Takeover hype //  Pro Wrestling Torch.   23 март 2016. Посетен на 25 март 2016.
143. ↑  Johnson, Mike. New WWE NXT signings //  Pro Wrestling Insider.   2 април 2016. Посетен на 2 април 2016.
144. ↑  Report – NXT regulars Ciampa & Gargano sign WWE deals //  Pro Wrestling Torch.   3 април 2016. Посетен на 3 април 2016.
145. ↑  Williams, JJ. WWE Cruiserweight Classic round one spoilers: Sabre Jr, Swann, Gargano, Ibushi, more! //  Wrestling Observer Newsletter.   23 юни 2016. Посетен на 24 юни 2016.
146. ↑  Jordan, Paul. New talent coming in, Karen Jarrett talks TNA return and more Global Force Wrestling news and notes //  Pro Wrestling Insider.   28 юни 2015. Посетен на 9 юли 2015.
147. ↑  Litzinger, Mike. Johnny Gargano vs. Eric Young: second Global Force Wrestling 7/11 results from Eastlake, Ohio //  Pro Wrestling Insider.   12 юли 2015. Посетен на 12 юли 2015.
148. ↑  Slam! Wrestling News/Rumours //  Slam! Sports.   Canadian Online Explorer.  Архивиран от оригинала на 16 януари 2016. Посетен на 16 януари 2016.
149. ↑  Dragon Gate USA 1 – 29 Philadelphia //  Wrestling Observer Newsletter.    Архивиран от оригинала на 2 февруари 2011. Посетен на 24 февруари 2011.
150. ↑  All Star Weekend X – Night One //  Pro Wrestling Guerrilla.   Посетен на 26 февруари 2014.
151. ↑  Carapola, Stuart. Complete Evolve 11 iPPV coverage: Callihan-Finlay II, Chuck Taylor sends a very strong message to his former partner Johnny Gargano, an incredibly hard hitting Low Ki-El Generico bout, and much more //  Pro Wrestling Insider.   13 април 2012. Посетен на 14 септември 2014.
152. ↑  Trionfo, Richard. Complete Evolve 16: Fish vs. Davis report: Style Battle finals; Dorado vs. Fox; Gargano vs. Nese; and more //  Pro Wrestling Insider.   30 юни 2012. Посетен на 14 септември 2014.
153. ↑  Radican, Sean. Radican's iPPV report – Evolve 31 in Ybor City, Fla.: Galloway/McIntyre captures Evolve Title from Hero, plus Sydal/Bourne vs. Gargano //  Pro Wrestling Torch.   8 август 2014. Посетен на 14 септември 2014.
154. ↑  Ford, Kevin. 100 Percent Fordified: Chikara King of Trios Night One //  411Mania.   17 юни 2010. Посетен на 26 юли 2010.
155. ↑  Martin, Adam. Indy News #4: CWNY, Legends, Mr. Wrestling 2, PWL //  Wrestleview.   24 юни 2010. Посетен на 26 юли 2010.
156. ↑  Trent? on Twitter //   Twitter, 8 март 2016. Посетен на 13 март 2016.
157. ↑  Chikara Themes – Various Artists //  Chikara.   iTunes. Посетен на 8 ноември 2011.
158. ↑  Bands //  Prime Wrestling.   Посетен на 4 април 2013.
159. ↑  Cagematch title listing //  Cagematch.   Посетен на 26 юли 2010.
160. ↑  IWC Super Indies title history //  Solie's Title Histories.   Посетен на 26 юли 2010.
161. ↑  IWC Tag Team title history //  Solie's Title Histories.   Посетен на 26 юли 2010.
162. ↑  4/30 Legacy Wrestling Night of Redemption Results //  Legacy Wrestling.   1 май 2016.  Архивиран от оригинала на 2017-08-28. Посетен на 1 май 2016.
163. ↑  Pro Wrestling Illustrated (PWI) 500 for 2013 //  The Internet Wrestling Database.   Посетен на 22 август 2013.
164. ↑  Epsenhart, Mike. The winner of the ring is..... – Full Wrestling Cares coverage from Gardena, CA //  Pro Wrestling Insider.   18 януари 2014. Посетен на 19 януари 2014.